# Kleine Langschwanz-Blumenfledermaus
Die Kleine Langschwanz-Blumenfledermaus (Choeroniscus minor) ist eine Fledermausart aus der Familie der Blattnasen (Phyllostomidae), welche in Südamerika beheimatet ist.

## Beschreibung
Die Kleine Langschwanz-Blumenfledermaus ist eine kleine Fledermausart mit einem Durchschnittsgewicht von 9,8 g bei Weibchen und 8,0 g bei Männchen. Die Gesamtlänge beträgt 61–70 mm, wobei auch hier die Weibchen größer sind als die Männchen (sexueller Dimorphismus). Wie alle Vertreter der Blütenfledermäuse besitzt auch sie eine verlängerte Schnauze, und wie die meisten Vertreter der Blattnasen ein auffälliges Nasenblatt, welches bei dieser Art 4 mm lang ist. Die Ohren sind abgerundet mit einem kurzen Tragus. Der Schwanz ist zur Hälfte in die Schwanzflughaut eingebettet. Das Fell ist dicht und dunkelbraun, wobei auch die Oberarme behaart sind. Die einzelnen Haare sind an der Basis dunkler mit gelblich-braunen Spitzen.
Die oberen Schneidezähne sind winzig und durch eine Lücke getrennt, während die unteren Schneidezähne komplett fehlen. Dies erlaubt es der Fledermaus, die Zunge durch eine Art Kanal auszustrecken. Dabei erreicht die Zunge eine Länge von bis zu 50 % der Gesamtkörperlänge der Fledermaus. Die Spitze der Zunge ist mit borstenartigen Papillen versehen, die nach hinten ausgerichtet sind. Dies erleichtert der Fledermaus die Aufnahme von Nektar aus Blütenkelchen. Typisch für große Blütenfledermäuse besitzt Choeroniscus minor relativ kurze, aber breite Flügel, die ideal an den Schwebflug vor Blüten angepasst sind.

## Lebensweise
Die Kleine Langschwanz-Blumenfledermaus bewohnt tropischen Regenwald, wobei Primärwald bevorzugt wird. Wie die meisten Fledermäuse ist auch diese Art nachtaktiv. Sie ernährt sich hauptsächlich von Pollen und Nektar, der im Schwebflug aus Blütenkelchen geleckt wird. Dabei übernimmt die Fledermaus die wichtige Rolle des Bestäubers für nachtblühende Pflanzen. Zur Nahrungsergänzung werden auch Insekten gefressen. Tagsüber hängt Choeroniscus minor in kleinen Gruppen unter umgefallen Baumstämmen und in hohlen Bäumen. Über Reproduktion und Sozialverhalten ist wenig bekannt.

## Verbreitung und Lebensraum

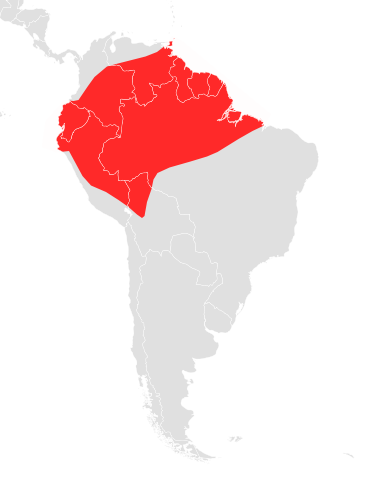
Verbreitungsgebiet der Kleinen Langschwanz-Blumenfledermaus

Die Verbreitung der Die Kleinen Langschwanz-Blumenfledermaus reicht von Kolumbien über Venezuela und Ecuador bis Bolivien und kommt auch im Amazonasbecken vor. Ihr Bestand wird von der IUCN dank der weiten Verbreitung als ungefährdet eingestuft.